# Kyaw Min Oo
Kyaw Min Oo (en birmano: ကျော်မင်းဦး; Oktwin, Birmania; 16 de junio de 1996) es un futbolista de Birmania que juega en las posiciones de defensa central y centrocampista con el PDRM FA de la Superliga de Malasia desde el año 2023.

## Carrera

### Club
| Periodo   | Club             |
| --------- | ---------------- |
| 2014–2015 | Ayeyawady United |
| 2016–2022 | Yangon United    |
| 2023–     | PDRM FA          |

### Selección nacional
Ha estado en el proceso de selecciones nacionales desde la categoría sub-16, donde jugó 22 partidos y participó en la Copa Mundial de Fútbol Sub-20 de 2015 en Nueva Zelanda. Debutó con Birmania el 21 de mayo de 2014 en la derrota por 0-2 ante Palestina en Malé por la Clasificación para la Copa Asiática 2015, y su primer gol internacional lo anotó el 30 de diciembre de 2022 en el empate 2-2 ante Laos en Rangún por el Campeonato de la AFF 2022.

## Logros

### Club
- MFL Challenge Cup: 2023[4]
- General Aung San Shield: 2015

### Selección nacional
- Hassanal Bolkiah Trophy: 2014